# Anja Brandt
Anja Brandt est une ancienne joueuse allemande de volley-ball née le 15 février 1990 à Hambourg. Elle mesure 1,93 m et jouait au poste de centrale. Elle a totalisé 78 sélections en équipe d'Allemagne.

## Clubs
| Club              | De        | À         |
| ----------------- | --------- | --------- |
| VG Elmshorn       |           | 2005-2006 |
| VC Olympia Berlin | 2006-2007 | 2008-2009 |
| Schweriner SC     | 2009-2010 | 2016-2017 |

## Palmarès

### Équipe nationale
- Championnat d'Europe
  - Finaliste : 2013.
- Ligue européenne
  - Vainqueur: 2013.
  - Finaliste : 2014.
- Championnat du monde des moins de 20 ans
  - Vainqueur : 2009.

### Clubs
- Championnat d'Allemagne
  - Vainqueur : 2011, 2012, 2013, 2017.
- Coupe d'Allemagne
  - Vainqueur : 2012, 2013.
  - Finaliste : 2017.